# 센타우루스자리 프록시마
센타우루스자리 프록시마 또는 프록시마 센타우리(영어: Proxima Centauri 또는 Alpha Centauri C)는 남반구 하늘의 센타우루스자리 방향으로 지구로부터 약 4.244 광년(1.301 파섹) 떨어진 곳에 있는 저질량 항성이다. 이 별의 라틴어 명칭 Proxima Centauri는 '센타우루스자리의 별들 중 지구에서 가장 가까운 별'이라는 뜻이다. 1915년 로버트 이네스(Robert T.A. Innes)가 발견했으며 태양에서 가장 가까운 항성이지만 겉보기등급이 11.13에 불과하여 맨눈에 보이지 않는다. 센타우루스자리 프록시마는 센타우루스자리 알파 항성계의 세 번째 구성원으로 센타우루스자리 알파 C로 부르기도 한다. 천구상에서는 센타우루스자리 알파 AB로부터 남서쪽 방향으로 2.18° 떨어져 있다. 현재 프록시마는 AB로부터 약 12,950 AU (1.937×1012 km) 떨어져 있으며 공전 주기는 55만 년이다.
센타우루스자리 프록시마의 질량은 태양의 8분의 1 수준이며 평균 밀도는 태양의 약 33 배이다. 지구에서 가깝기 때문에 프록시마는 각지름을 직접 측정할 수 있는 천체이며 실제 지름은 태양의 약 7분의 1이다. 프록시마는 광도가 매우 낮지만 자기 활동으로 밝기가 불규칙하면서 극적으로 증가하는 섬광성이다. 프록시마에는 항성 내부 전체에 걸친 대류작용으로 자기장이 형성되며 이로 인해 플레어 활동이 발생한다. 플레어 활동으로 프록시마는 태양이 생산하는 양과 비슷한 수준의 엑스선을 방출한다. 에너지를 생산하고 남은 헬륨의 재가 중심핵에 누적되는 대신 대류작용으로 항성 내부에 골고루 퍼지는데다 별의 에너지 생산 속도도 태양처럼 질량이 큰 항성들에 비해 상대적으로 낮기 때문에 프록시마는 주계열 단계에 약 4조 년 머무를 수 있다.
2016년 유럽 남방 천문대는 센타우루스자리 프록시마 b를 발견했다고 발표했다. 이 행성은 어머니 별로부터 0.05 AU (7.5×106 km) 거리만큼 떨어져서 11.2 일을 1 주기로 공전하고 있으며 질량은 지구의 최소 1.3 배이다. 이 행성의 균형 온도는 표면에 물이 액체 상태로 존재할 수 있는 범위 내에 있기 때문에 프록시마 b는 생명체 거주가능 영역 안에 들어간다고 볼 수 있다. 다만 프록시마가 적색왜성이자 섬광성이기에 b에서 생명체가 존재할 수 있는지의 여부에 대해서 논란이 있다.

## 관측
1915년 남아프리카 공화국 요하네스버그 소재 유니언 천문대 임원이었던 스코틀랜드 천문학자 로버트 이네스는 센타우루스자리 알파와 똑같은 고유운동을 보이는 항성 하나를 발견했다. 그는 이 항성의 이름이 프록시마 센타우리 Proxima Centauri(정확히는 프록시마 센타우루스 Proxima Centaurus )가 되어야 한다고 주장했다. 1917년 희망봉 소재 왕립 천문대에서 네덜란드 천문학자 요안 파우터는 이 항성의 삼각시차 값을 0.755″ ± 0.028″로 계산하여 프록시마가 태양으로부터 센타우루스자리 알파까지의 거리와 거의 비슷한 곳에 있다고 결론내렸다. 또한 이 별은 발견 당시 알려진 항성들 중 가장 어두운 천체이기도 했다. 1928년 미국 천문학자 해럴드 알든은 프록시마의 시차를 0.783″±0.005″ 로 구하여 이네스의 예상치보다 이 별이 지구에서 더 가까운 곳에 있음을 검증했다.

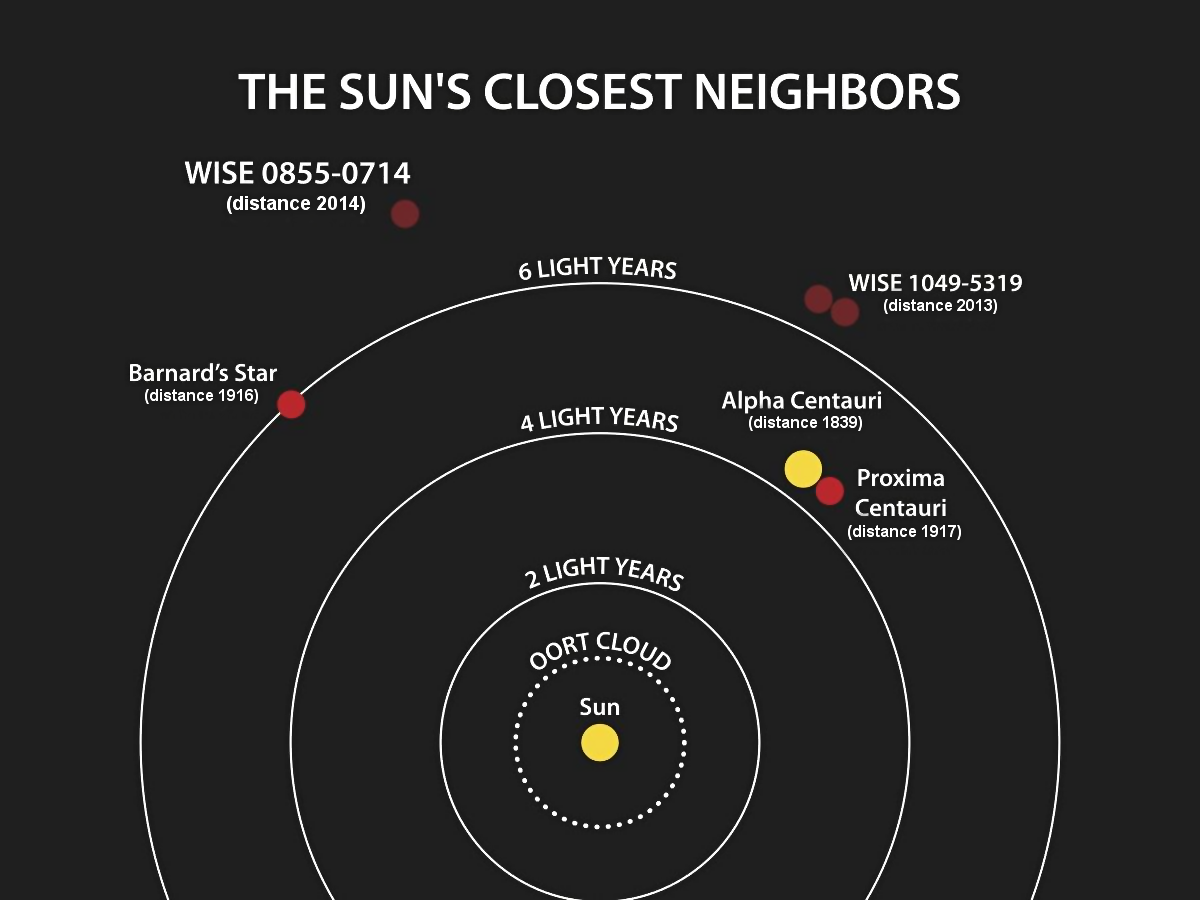
센타우루스자리 프록시마를 포함하여 태양에 아주 가까이 있는 별들을 나타낸 그림.

1951년 미국 천문학자 할로 섀플리는 프록시마를 섬광성으로 분류했다. 과거의 기록들을 조사한 결과 프록시마의 사진들 중 8%에 상당하는 기록물들에서 측정이 가능할 수준으로 별의 광도가 상승한 것이 발견되었고, 프록시마는 당대 발견된 섬광성들 중 가장 활발한 천체로 기록되었다. 프록시마는 지구에서 가깝기 때문에 플레어 활동을 자세히 관측할 수 있다. 1980년 아인슈타인 천문대는 프록시마가 방출한 엑스선의 정교한 에너지 곡선을 도출했다. EXOSAT와 ROSAT 위성들은 이 별의 플레어 활동을 보다 자세히 관측했으며, 1995년 일본의 ASCA 위성은 태양과 비슷하나 규모는 작은 플레어에서 엑스선이 방출되는 것을 관측했다. 프록시마는 예전부터 XMM-뉴턴과 찬드라 등 대다수 엑스선 천문대들의 연구 대상으로 지목되어 왔다.
2016년 국제천문연맹은 항성명칭을 공식화 및 표준화할 목적으로 항성명칭 워킹그룹(WGSN)을 결성했다. WGSN은 2016년 8월 21일 이 별에 공식명칭 프록시마 센타우리 Proxima Centauri를 부여했으며 이 명칭은 현재 IAU 인증 항성명칭 목록에 수록되어 있다.
센타우루스자리 프록시마는 천구상 위치 때문에 남위 27도보다 남쪽으로 내려가야 볼 수 있다. 프록시마 같은 적색왜성들은 너무 어두워서 맨눈으로 볼 수 없다. 센타우루스자리 알파 AB에서조차 프록시마는 맨눈으로 겨우 보이는 수준인 5등급 밝기로 보인다. 프록시마의 겉보기등급은 +11로 이상적인 관측 조건(맑고 어두운 하늘)에서 프록시마가 지평선에서 넉넉히 떨어진 위치에 있을 때 최소 8 cm(3.1 인치) 구경의 망원경이 있어야 관측이 가능하다.
2018년 프록시마에서 사상 최강의 슈퍼플레어 하나가 관측되었다. 겉보기 밝기는 68 배 상승하여 +6.8 등급을 기록했다. 이렇게 강력한 플레어는 연간 다섯 번 정도 발생하나 발생 시간이 수 분에 불과할 정도로 짧아 그동안 발견하지 못했던 것으로 밝혀졌다.

## 물리적 특징
센타우루스자리 프록시마는 적색왜성으로 헤르츠스프룽-러셀 도표상 주계열에 속해 있으며 분광형은 M5.5이다. M5.5는 이 항성이 M형 별들 중에서도 질량의 하한선 근처에 있다는 뜻이다. 프록시마의 절대안시등급 또는 10 파섹(33 광년)에서 봤을 때의 안시등급은 +15.5이다. 모든 파장에서의 에너지를 합친 프록시마의 광도는 태양의 0.17%이나 맨눈이 가장 민감하게 반응하는 가시광선 파장만으로 범위를 좁히면 태양의 0.0056%에 불과하다. 프록시마가 복사하는 에너지의 85% 이상은 적외선 파장에서 나온다. 프록시마는 규칙적인 흑점 주기 활동을 보인다.
2002년 광학 간섭계 VLTI의 측정으로 도출한 센타우루스자리 프록시마의 각지름은 1.02 ± 0.08 밀리초각이다. 프록시마까지의 거리를 알기 때문에 이 별의 실제 반지름은 태양의 약 7분의 1 또는 목성의 약 150%임을 알 수 있다. 이 별의 질량을 항성 이론에 의거하여 측정하면 태양질량의 12.2% 또는 목성질량의 129 배로 나온다. 중력렌즈 사건을 이용하여 직접 구한 프록시마의 질량은 정확도는 떨어지지만 0.150+0.062
−0.051 M☉으로 나왔다.
주계열 단계 항성들의 평균 밀도는 질량이 작아질수록 커지는데 프록시마도 예외가 아니어서 평균 밀도는 47.1×103 kg/m3 (47.1 g/cm3)이다.(참고로 태양의 평균 밀도는 1.411×103 kg/m3 (1.411 g/cm3)임)
1998년 프록시마의 광도상 변화량을 측정한 논문에 따르면 이 별의 1 자전주기는 83.5 일이다. 2002년 채층의 지표들을 시계열적으로 분석한 후속 연구에 따르면 자전주기는 종전 측정치보다 길어서 116.6±0.7 일이다. 이후 자전 주기는 82.6±0.1 일로 다시 수정되었다.
질량이 작기 때문에 프록시마의 내부는 완전히 대류층으로 채워져 있어 생산된 에너지는 복사 과정이 아니라 플라스마가 물리적으로 움직여 항성의 바깥쪽으로 이동하는 방식으로 전달된다. 이는 수소의 열핵 융합 결과 남은 헬륨의 재가 중심핵에 누적되지 않고 항성 내부 전체에 골고루 퍼진다는 뜻이다. 주계열 단계를 떠나기 전까지 가지고 있는 수소의 약 10%만을 태우는 태양과는 달리, 프록시마는 약 4조 년 후 수소 융합이 멈출 때까지 가지고 있는 수소 거의 전부를 소비할 것이다.
대류 활동은 자기장이 생겨나고 유지되는 것과 관련이 있다. 자기장에서 생겨나는 자기 에너지는 표면에서 항성 플레어 형태로 풀려나 항성 전체의 광도를 순간적으로 상승시킨다. 이 플레어들은 항성의 크기만큼 커질 수 있고 온도는 2700만 켈빈까지 올라가 엑스선을 복사할 수 있게 된다. 프록시마의 엑스선 광도는 대략 (4–16) × 1026 erg/s ((4–16) × 1019 W)로 훨씬 밝고 큰 태양의 엑스선 광도와 엇비슷하다. 가장 큰 규모의 플레어가 뿜는 엑스선의 극대 광도는 1028 erg/s (1021 W)에 이른다.
센타우루스자리 프록시마의 채층은 활동적으로 스펙트럼상 280 나노미터 파장에서 단일 이온화가 된 마그네슘의 강력한 방출선이 나타난다. 프록시마 표면은 약 88%가 활성화되어 있어 태양이 태양 주기 중 극대점일 때보다도 활성화 비율이 훨씬 높다. 플레어가 거의 없거나 아예 없는 조용한 기간에도 프록시마의 채층 활동은 코로나 온도를 태양 코로나의 200만 켈빈보다 높은 350만 켈빈까지 올려 놓으며 프록시마의 엑스선 총 방출량은 태양과 비슷하다. 프록시마의 전체적인 활동 수준은 다른 적색왜성들에 비해 낮은 것으로 간주된다. 이는 프록시마의 나이가 약 48억 5천만 년인 것에 부합되는데 적색왜성은 보통 나이를 먹으면서 수십억 년에 걸쳐 자전속도가 느려지고 활동 수준도 서서히 낮아지기 때문이다. 프록시마의 활동 수준은 대략 442 일 주기로 편차를 보이는 것 같으며 이는 태양주기 11년에 비해 짧은 기간이다.
센타우루스자리 프록시마의 항성풍은 상대적으로 약하여 질량 손실률은 태양풍의 20%를 넘지 않는다. 다만 프록시마는 태양보다 부피가 훨씬 작기 때문에 단위 표면적당 질량 손실량은 태양 표면의 8배이다.
프록시마 정도 질량의 적색왜성은 주계열상에 4조 년 정도 머무를 수 있을 것이다. 수소 융합 때문에 헬륨의 비중이 증가하면 프록시마는 부피가 줄어들고 뜨거워져 이른바 청색왜성으로 천천히 바뀌어 갈 것이다. 이 진화과정의 끝 무렵 프록시마는 지금보다 훨씬 밝아져서 태양광도의 2.5% 수준까지 에너지를 발산하여 수십억 년에 걸쳐 주변을 도는 천체들을 덥힐 것이다. 수소 연료가 고갈되면 프록시마는 적색거성 단계를 거치지 않고 백색왜성으로 곧장 진화할 것이며 남아 있는 열에너지를 천천히 잃으면서 식어갈 것이다.

### 거리와 움직임
2018년 가이아 데이터 2차 방출에서 공표된 연주 시차 768.5004±0.2030 mas로 구한 태양부터 프록시마까지의 거리는 약 4.244 광년 (1.301 pc; 268,400 AU)이다. 2014년 근접항성 조사 컨소시엄이 발표한 시차는 768.13±1.04 mas, 1997년 히파르코스 항성 목록의 원본 시차에 실린 값은 772.33±2.42 mas, 2007년 히파르코스의 신목록에 나온 값은 771.64±2.60 mas, 1999년 허블 우주망원경의 파인 가이던스 센서로 측정한 값은 768.77±0.37 mas이다. 지구에서 바라볼 때 프록시마는 센타우루스자리 알파에서 2.18 도 또는 보름달 각지름의 네 배 정도 거리만큼 떨어져 있다. 프록시마의 고유운동은 상대적으로 커서 연간 하늘에서 3.85 초각 속도로 움직이고 있으며 태양을 향하여 초당 22.2 킬로미터 속도로 다가오고 있다.

2만 년 전부터 8만 년 후까지 10만 년에 걸쳐 태양 근처의 항성들과 태양이 보이는 거리를 나타낸 그래프. Proxima Centauri는 제일 아래 노란색 선이다.

알려진 별들 중 프록시마는 약 32000년 전부터 태양에서 가장 가까운 별의 지위를 차지하고 있으며 앞으로 25000년 동안 그 지위를 유지할 것이다. 그 후 센타우루스자리 알파 AB가 가장 가까운 항성계의 지위를 차지할 것이고 알파의 A와 B는 79.91년마다 태양에서 가장 가까운 항성의 지위를 번갈아 차지할 것이다. 2001년 J. García-Sánchez는 프록시마가 약 26700년 후 태양에 3.11 광년(0.95 파섹)까지 접근할 것이라고 예측했다. 2010년 V. V. Bobylev는 논문에서 이 별이 약 27400년 후 2.90 광년(0.89 파섹)까지 태양에 다가올 것이라고 추측했으며 이어서 2014년 C. A. L. Bailer-Jones는 약 26710년 후 3.07 광년(0.94 파섹)에서 근성점을 형성할 것이라고 예상했다. 프록시마는 은하중심으로부터 2만 7천 ~ 3만 1천 광년(8300 ~ 9500 파섹)만큼 떨어져 은하중심을 공전하고 있으며 공전궤도의 이심률은 0.07이다.

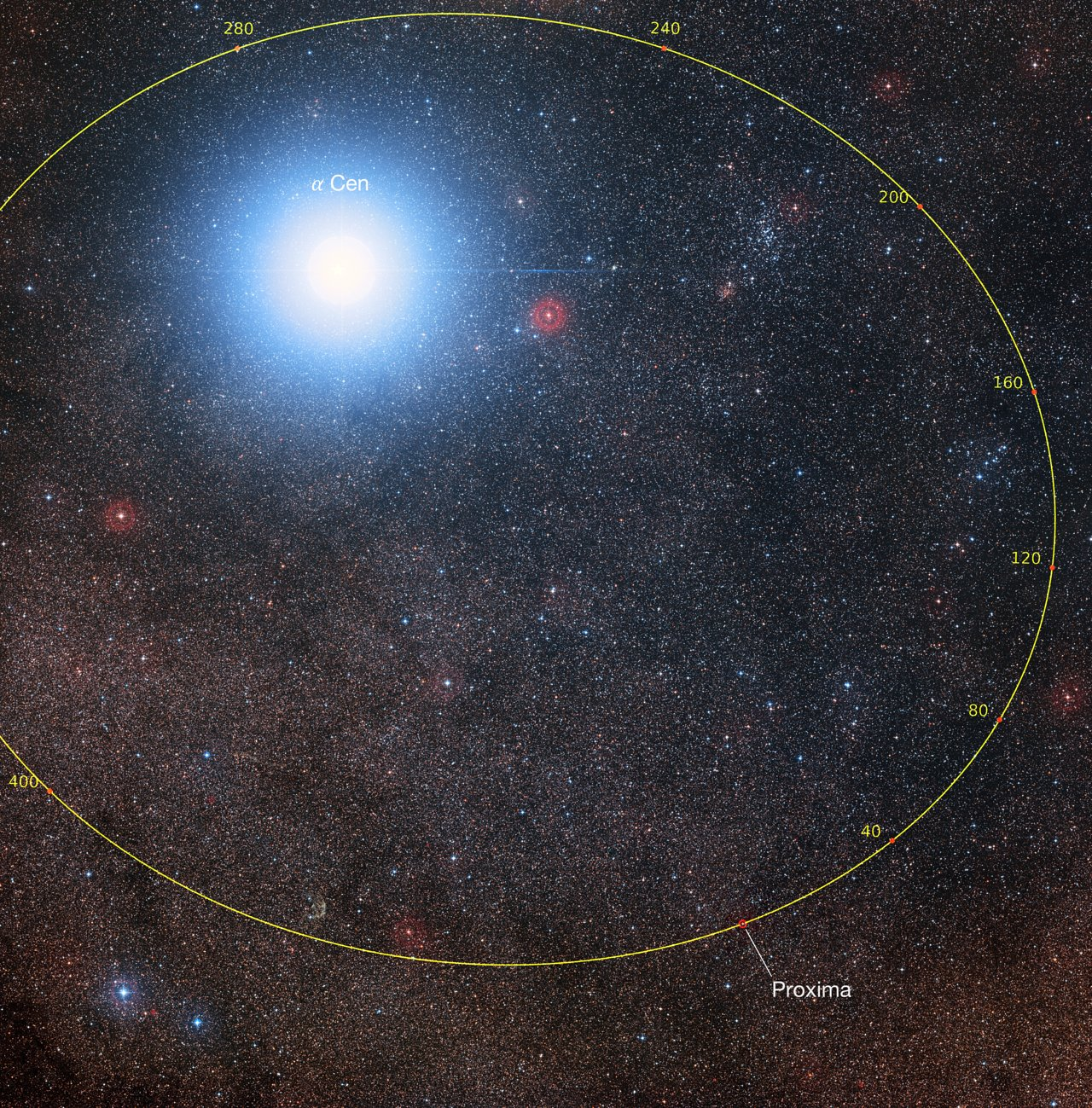
지구에서 봤을 때 프록시마가 그리는 공전 궤도.(노란 선)

프록시마는 발견 이래 센타우루스자리 알파 쌍성계의 진정한 동반성이 맞는지에 대해 의심을 받아왔다. 지상에서 관측한 자료와 히파르코스 위성의 자료를 조합한 결과 AB와 프록시마가 묶여 있는 계 하나라는 가설에 부합했다. 이런 이유로 프록시마를 종종 센타우루스자리 알파 C로 언급하기도 한다. 2017년 Kervella는 프록시마와 센타우루스자리 알파가 중력적으로 묶여 있는지를 확실히 검증하기 위해 정밀도 높은 시선속도 측정치를 사용했다. 프록시마가 센타우루스자리 알파 AB의 질량 중심을 도는 공전주기는 547000+6600
−4000 년에 이심률은 0.5±0.08으로 프록시마가 AB에 가장 가까워졌을 때의 거리는 4300+1100
−900 AU, 가장 멀리 떨어졌을 때의 거리는 13000+300
−100 AU이다. 현재 프록시마는 센타우루스자리 알파 AB의 질량중심으로부터 12,947 ± 260 AU (1.9368×1012 ± 0.0389×1012 km) 떨어져 있어 궤도상에서 원성점에 가까운 곳에 있다. 이런 삼중성계는 성단을 구성하는 항성들 사이에서, 성단이 흩어지기 전에 질량이 작은 항성이 태양의 1.5 ~ 2 배 이내 질량을 지니는 쌍성계의 중력에 극적으로 붙잡힐 경우 자연적으로 생겨날 수 있다. 그러나 이 가설을 검증하기 위해서는 보다 정확한 시선속도 측정값이 확보되어야 한다. 만약 프록시마가 태어날 때부터 센타우루스자리 알파 계와 묶여 있었다면 세 별의 화학적인 원소 조성은 같을 확률이 높다. 프록시마의 중력적 영향이 센타우루스자리 알파의 원시 행성계 원반을 요동치게 했을 수 있다. 이로 인해 물과 같은 휘발성 물질이 건조한 안쪽 영역에 전달되는 빈도가 높아져 계 내 암석 행성들은 이 물질들을 풍성하게 공급받았을 수 있다. 반면 프록시마는 태어난 후 센타우루스자리 알파 계 옆을 이동하던 중 쌍성의 중력에 의해 포획되었을 수도 있다. 이 경우 프록시마의 공전궤도는 처음에는 이심률이 매우 높았으나 이후 은하조석 및 다른 항성들과의 추가적인 조우로 인해 안정화되었을 것이다. 이 포획설 시나리오의 경우 프록시마 주변을 도는 행성 동반체의 궤도는 동시탄생설에 비해 센타우루스자리 알파에 의해 궤도가 교란될 확률이 훨씬 낮아진다.
단독성 여섯, 쌍성계 둘, 삼중성계 하나가 프록시마 및 센타우루스자리 알파 계와 고유운동을 공유하고 있다. 이 항성들의 우주속도는 모두 센타우루스자리 알파의 특이속도인 초당 10 킬로미터보다 작다. 따라서 이들은 운동성군으로, 성단 같은 특정한 장소에서 함께 태어난 뒤 우주공간에서 이동하고 있는 중일 수 있다.

## 행성계
| 동반 천체 (항성에서 가까운 순서) | 질량                 | 긴반지름 (AU)         | 공전주기 (일) | 이심률 | 반지름    |
| -------------------------------- | -------------------- | --------------------- | ------------- | ------ | --------- |
| b                                | ≥ 1.27+0.19 −0.17 M⊕ | 0.0485+0.0041 −0.0051 | 11.186        | < 0.35 | 0.8 ~ 1.5 |
| c (미검증)                       | ≥ 5.8±1.9 M⊕         | 1.48±0.08             | 1900+96 −82   | —      | —         |

| 공전주기 (일) | 모항성과의 거리 (AU) | 상한 질량 (M⊕) |
| ------------- | -------------------- | -------------- |
| 3.6–13.8      | 0.022–0.054          | 2–3            |
| < 100         | < 0.21               | 8.5            |
| < 1000        | < 1                  | 16             |

센타우루스자리 프록시마 b 또는 센타우루스자리 알파 Cb는 어머니 별로부터 불과 0.05 AU (7.5×106 km) 떨어져 있다. 이 행성의 공전 주기는 11.2일이다. 센타우루스자리 프록시마 b는 암석형 행성인데 그 질량은 지구의 1.27 배이다. 여기에 프록시마 b의 균형 온도는 표면에 액체 물이 존재할 수 있는 범위 안에 있는 것으로 보이므로 b는 프록시마의 생물권 안을 돌고 있음을 알 수 있다. 프록시마가 태양 비슷한 별이면 b는 매우 높은 수준의 복사 에너지를 받을 것이다. 하지만 프록시마의 유효온도는 3000 °C에 불과한 낮은 온도이기 때문에 지구와 비슷한 대기와 액체 상태의 물이 있고 플레어에서 나오는 자외선, X선 문제를 해결하면 생명체가 생존할 수 있을 것이라 추정된다.
2013년 하트퍼드셔 대학교의 미코 투오미는 관측 기록물 데이터로부터 센타우루스자리 프록시마 b가 존재한다는 단서를 최초로 찾아냈다. 투오미의 발견을 검증하기 위해 유럽 남방 천문대는 2016년 1월 창백한 붉은 점 프로젝트를 발족시켰다. 2016년 8월 24일 퀸 메리 런던 대학교 소속 기옘 앙글라다-에스쿠데의 지휘 아래, 전세계에서 모인 과학자 31명으로 구성된 연구팀은 동료 평가를 마친 네이처 지 논문을 통해 프록시마 b의 존재를 검증했다. 측정에는 라 시야 천문대 ESO 3.6 미터 망원경에 설치된 HARPS와, 파라날 천문대 8 미터 VLT에 장착된 UVES 두 개가 사용되었다. 프록시마 b가 어머니 항성 앞을 지나가는 장면을 포착하려는 시도가 여러 번 있었다. 2016년 9월 8일 남극 중산기지 소재 BSST(Bright Star Survey Telescope)를 이용하여 프록시마 b가 항성면을 통과하는 증거로 추정되는 신호를 잠정적으로 확인하였다.
b를 발견하기 전 프록시마의 시선속도 자료 다수로부터 이 항성이 거느릴 수 있는 동반 천체의 최대 질량 상한선을 설정할 수 있었다. 프록시마의 활동 수준은 항성의 시선속도 값에 잡음을 더하여 시선속도법을 이용하여 동반천체를 찾아내기 어렵게 만든다. Schultz 연구진은 1998년 허블 우주망원경에 탑재된 어두운 물체 분광기(FOS, Faint Object Spectrograph)로 프록시마를 관측한 뒤 약 0.5 AU 거리에서 항성을 도는 천체의 증거를 찾아냈다는 내용의 논문을 발표했다. 이후 광각 행성 카메라 2호(Wide Field Planetary Camera 2)로 후속 탐사를 했으나 동반 천체를 찾는 데에 실패했다. 셀로 톨롤로 범미주 천문대에서 얻은 측성학적 수치들에 따르면 공전 주기 2 ~ 12년을 갖는 목성 크기의 행성은 존재하지 않는 것으로 보인다. 60 ~ 500 일 범위의 두 번째 신호도 감지되었으나 항성의 활동 때문에 그 실체는 아직 밝혀지지 않았다.
2019년 4월 이탈리아 천체물리학자 마리오 다마소 연구진은 프록시마를 도는 두 번째 행성 후보 프록시마 c를 발견했다. 다마소 팀은 유럽우주국의 HARPS 장비가 얻은 프록시마의 시선속도 자료에서 프록시마를 공전하는 제2 행성의 증거로 추정되는 작은 움직임들을 찾아냈다. 이 외계행성의 최소질량은 지구의 약 여섯 배이다. 프록시마에서 c가 떨어진 거리는 1.5 AU이며 공전 주기는 1900 일 또는 지구 시간 기준으로 약 5.2년이다. 프록시마에서 멀리 떨어져 있어서 균형 온도가 39 켈빈 언저리이기 때문에 프록시마 c에는 생명체가 존재할 것 같지 않다. 이 행성의 존재를 검증하려면 HARPS 기구와 유럽우주국 가이아 우주선의 추가 관측 및 측정이 필요하다. 다마소 팀의 델 소르도는 프록시마 c는 프록시마 행성계를 보다 심층적으로 관측할(예: 직접 촬영법) 수 있는 기회를 제공할 것이라고 말했다.

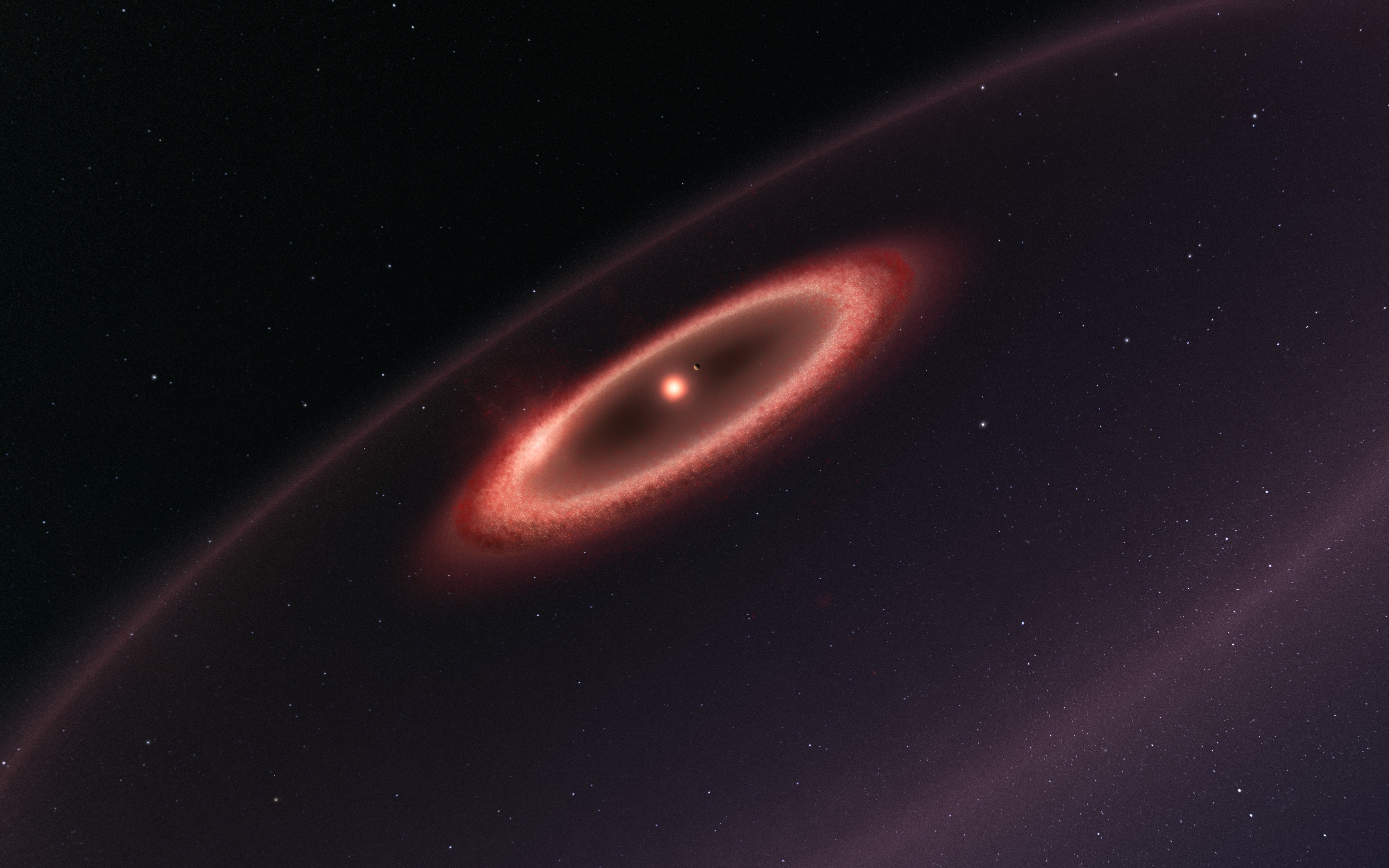
프록시마 주변 먼지 고리의 개념도.

2017년 기옘 앙글라다-에스쿠데와 유럽 남방 천문대(ESO)의 천문학자들은 세계 최대의 전파 망원경인 아타카마 대형 밀리미터 집합체를 이용하여 프록시마로부터 1 ~ 4 AU 범위에 걸쳐 먼지 고리가 있다는 사실을 발견했다. 원반을 구성하는 먼지의 온도는 40 켈빈 정도이며 총질량은 지구의 1% 정도이다. 연구진은 30 AU 거리에 있는 10 켈빈 온도의 차가운 먼지 원반과 항성으로부터 약 1.2 초각 떨어진 곳에 있는 작은 방출원도 함께 발견했다. 또한 항성에서 0.4 AU 거리에 따뜻한 먼지 띠가 있다는 단서도 잡아냈다. 그러나 심층적 분석에 따르면 상기 연구진이 발견한 방출 현상들은 2017년 3월에 있었던 거대 플레어의 결과일 가능성이 유력하다. 상기 관측들을 모형화하는 데에 먼지가 있다는 가정은 필요하지 않다.

### 생명체 거주 가능성

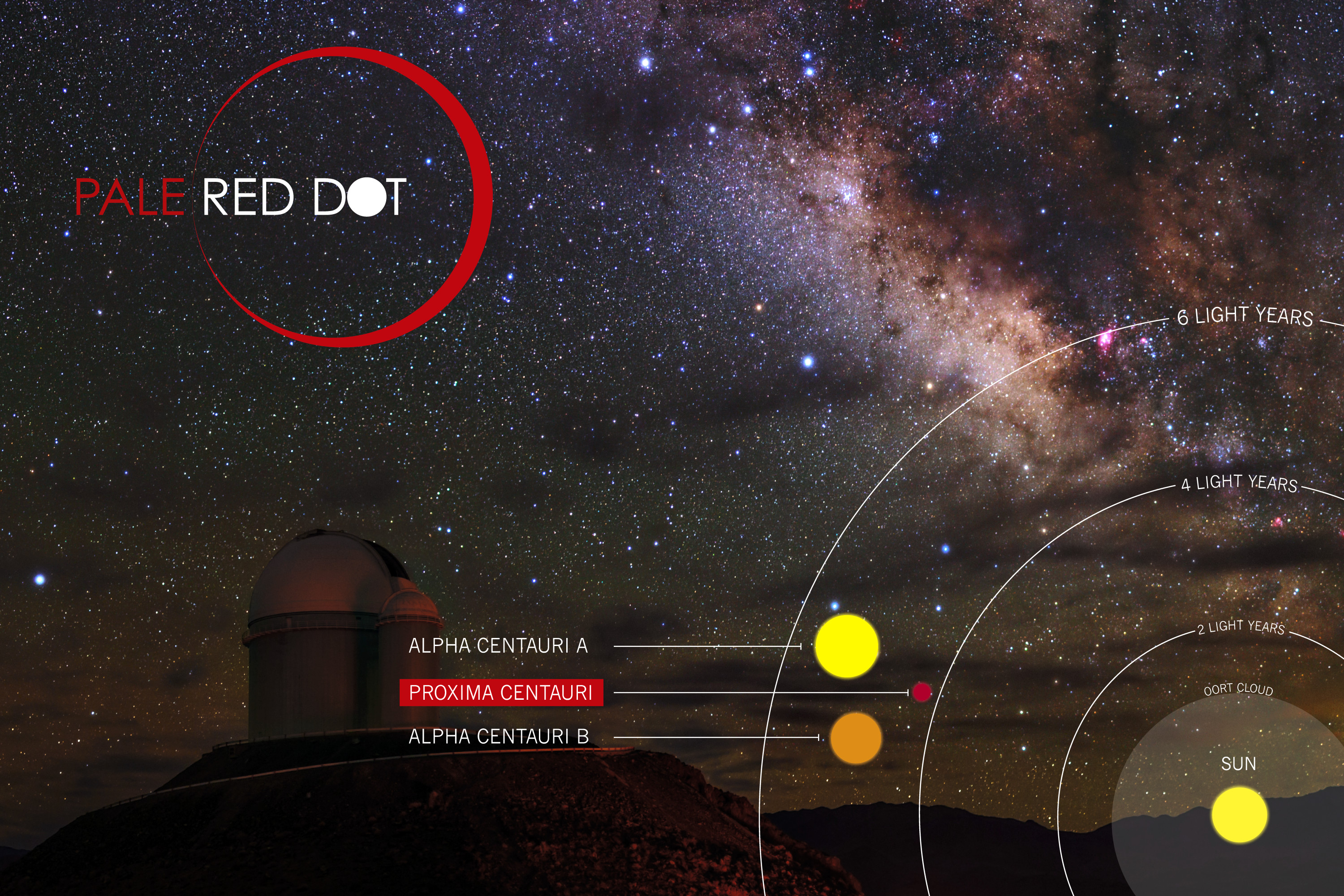
창백한 붉은 점 Pale Red Dot 은 가장 가까운 항성 프록시마 근처에서 지구 비슷한 외계 행성을 찾는 것이 목표인 국제 탐사 프로젝트이다.

센타우루스자리 프록시마 b의 발견 이전 TV 다큐멘터리 Alien Worlds는 생명체를 품는 행성은 프록시마 혹은 다른 적색왜성들의 주변 궤도상에서도 존재할 수 있다는 가정을 세웠다. 이런 행성은 프록시마의 생물권(어머니 별로부터 0.023–0.054 AU (3.4×106–8.1×106 km) 거리) 안에 있으며 공전 주기는 3.6 ~ 14 일 사이일 것이다. 이 영역 안에서 항성을 도는 외계 행성은 항성에 대해 조석적으로 고정되어 있을 것이다. 만약 이 가상 행성의 궤도 이심률이 작으면 프록시마는 행성의 하늘에서 거의 움직이지 않을 것이며 행성의 영역 대부분에서는 영원한 밤과 낮이 지속될 것이다. 다만 대기가 존재한다면 항성으로부터 빛을 받는 부분의 에너지를 반대쪽으로 재분배할 수 있을 것이다.
센타우루스자리 프록시마의 플레어 폭발은 생물권 내에 있는 행성의 대기를 벗겨낼 수 있으나 이 다큐멘터리의 과학자들은 이 장벽은 극복 가능하다고 생각한다. 예로 나온 우려들 중 하나는 항성 플레어에서 나오는 가속된 입자들의 흐름이 근처 행성의 대기를 벗겨낸다는 것이었다. 만약 행성에 강력한 자기장이 있다면 이 자기장은 입자들을 반사해 낼 것이며, 천천히 자전하는(조석고정이 되어 항성을 1회 돌면서 1회 자전) 행성에도 내부가 녹은 상태로 유지된다면 자기장이 충분히 형성될 수 있을 것이다.
희귀한 지구 가설을 지지하는 과학자들은 적색왜성계가 생명체를 품을 수 있다는 주장에 동의하지 않는다. 프록시마의 생물권 안을 도는 외계 행성은 조석적으로 고정되어 회전 속도가 느려지기에 행성의 자기 활동이 상대적으로 약해질 것이고, 이로 인해 어머니 별이 일으키는 코로나 질량 방출에 대기를 빠른 속도로 잃어버릴 것이다.

## 미래 탐사

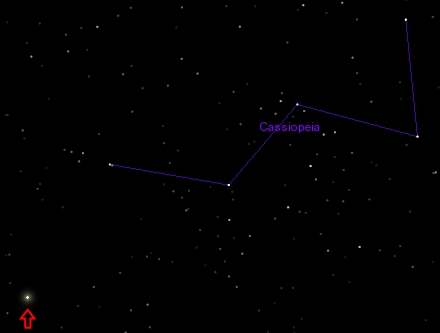
센타우루스자리 알파 계에서 본 태양. 셀레스티아로 작성.

센타우루스자리 프록시마는 지구와 가까이 있기 때문에 성간 여행의 플라이바이 목적지로 지목되어 왔다. 프록시마는 현재 지구를 향해 초당 22.2 킬로미터의 속도로 움직이고 있다. 26700년 후 이 별은 3.11 광년까지 다가온 뒤 다시 멀어져 갈 것이다.
만약 핵연료가 아닌 기존의 추진기술을 사용한다면 프록시마 주위를 도는 외계 행성에 우주선이 비행하여 닿는 데 걸리는 시간은 수천 년은 걸릴 것이다. 예를 들어 보이저 1호는 현재 태양에 대해 초당 17 킬로미터(시속 3만 8천 마일)의 속도로 우주공간을 날아가고 있는데 이 속도로 프록시마에 도착하는 데에는 73775년이 걸린다. 이렇게 천천히 움직이는 탐사선으로 프록시마에 최근접하는 데에는 수만 년이 걸릴 것이며 최근접에 성공했다 하더라도 프록시마가 다시 멀어져 가는 것을 바라봐야 할 것이다.
핵 펄스 추진 기술을 사용하면 이런 근거리 성간 여행에 걸리는 시간이 1세기 이내로 줄어들기 때문에 이에 자극받아 프로젝트 오리온, 프로젝트 다이달로스, 프로젝트 롱숏 등 여러 연구들이 이루어졌다.
프로젝트 스타샷은 21세기 전반기 내에 센타우루스자리 알파 계에 탐사체를 도착시키는 것을 목표로 하고 있으며, 지구에서 100 기가와트 위력의 레이저를 초소형 탐사선에 발사하여 빛의 속도의 20%까지 가속을 시키는 것을 구상하고 있다. 이 탐사선들은 프록시마에 플라이바이하여 사진을 찍고 행성의 대기 조성물에 관한 데이터를 수집할 것이다. 이렇게 수집한 자료가 지구로 전송되는 데에는 4.22년이 걸릴 것이다.
센타우루스자리 프록시마에서 본 태양은 카시오페이아자리의 세긴 옆에서 0.4 등급 밝기로 빛날 것이며 이 밝기는 지구에서 본 아케르나르와 비슷하다.

## 같이 보기
- 적색왜성계의 생명체 거주 가능성

### 내용주
1. ↑  센타우루스자리 프록시마의 절대가시등급 {\displaystyle \scriptstyle M_{V_{\ast }}=15.6}과 태양의 절대가시등급 {\displaystyle \scriptstyle M_{V_{\odot }}=4.83}으로부터 센타우루스자리 프록시마의 가시광도는 다음과 같이 계산할 수 있다. {\displaystyle \scriptstyle {\frac {L_{V_{\ast }}}{L_{V_{\odot }}}}=10^{0.4\left(M_{V_{\odot }}-M_{V_{\ast }}\right)}=4.92\times 10^{-5}}
2. ↑  만약 센타우루스자리 프록시마가 센타우루스자리 알파 계에 나중에 붙잡혔다면 프록시마의 금속함량과 나이는 센타우루스자리 알파 A/B와 크게 달랐을 것이다. 유사한 다른 항성들과 비교한 결과 프록시마의 금속함량은 최소 태양의 3분의 1 미만 ~ 최대 태양과 비슷한 수준으로 측정되었다.[14][15]
3. ↑  천정보다 남쪽에 있는 항성이 천정과 이루는 각도는 '위도 − 적위'이다. 항성은 천정과 이루는 각도가 90도 이상일 경우 시야에서 사라진다.(지평선 아래로 내려간다는 뜻임) 센타우루스자리 프록시마의 경우 이 별을 볼 수 있는 최고 위도는

90° + −62.68° = 27.32°이다.
참고: Campbell, William Wallace (1899). 《The elements of practical astronomy》. London: Macmillan. 109–110쪽. 2008년 8월 12일에 확인함.
4. ↑  밀도(ρ)는 질량을 부피로 나눈 값이다. 따라서 태양의 밀도를 이용하여 구한 프록시마의 밀도는 다음과 같다.

| {\displaystyle \rho } | = {\displaystyle {\begin{smallmatrix}{\frac {M}{M_{\odot }}}\cdot \left({\frac {R}{R_{\odot }}}\right)^{-3}\cdot \rho _{\odot }\end{smallmatrix}}} |
|                       | = 0.122 · 0.154−3 · (1.41 × 103 kg/m3) |
|                       | = 33.4 · (1.41 × 103 kg/m3) |
|                       | = 4.71 × 104 kg/m3 |
이 식에서 {\displaystyle {\begin{smallmatrix}\rho _{\odot }\end{smallmatrix}}}는 태양의 평균 밀도이다. 다음 문헌을 참고할 것.

  - Munsell, Kirk; Smith, Harman; Davis, Phil; Harvey, Samantha (2008년 6월 11일). “Sun: facts & figures”. 《Solar system exploration》. NASA. 2008년 1월 2일에 원본 문서에서 보존된 문서. 2008년 7월 12일에 확인함.
  - Bergman, Marcel W.; Clark, T. Alan; Wilson, William J. F. (2007). 《Observing projects using Starry Night Enthusiast》 8판. Macmillan. 220–221쪽. ISBN 978-1-4292-0074-5.
5. ↑  이 수치는 실제로는 m sin i  값의 상한선으로, 원형 궤도에서 i는 오비트 노멀(orbit normal)과 시선방향이 이루는 각도이다. 만약 지구에서 봤을 때 행성의 궤도면과 관측자의 시선이 이루는 각도가 직각에 가깝거나 궤도가 찌그러져 있다면 시선속도법에 의해 찾아낼 수 있는 행성 질량의 상한선은 올라간다.
6. ↑  창백한 붉은 점(Pale Red Dot)은 보이저 1호가 원거리에서 지구를 찍은 사진의 이름인 창백한 푸른 점(Pale Blue Dot)을 참고한 명칭이다.
7. ↑  태양의 좌표는 프록시마와 정반대로 α=02h 29m 42.9487s, δ=+62° 40′ 46.141″이다. 태양의 절대등급 Mv는 4.83으로 시차 π가 0.77199일 경우 겉보기등급 m은 4.83 − 5(log10(0.77199) + 1) = 0.40이다.
참고: Tayler, Roger John (1994). 《The Stars: Their Structure and Evolution》. Cambridge University Press. 16쪽. ISBN 978-0-521-45885-6.

### 참조주
1. ↑  “SIMBAD query result: V* V645 Cen – Flare Star”. 《SIMBAD》. Centre de Données astronomiques de Strasbourg. 2008년 8월 11일에 확인함.—some of the data is located under "Measurements".
2. 1 2 3  Van Leeuwen, F. (2007). “Validation of the new Hipparcos reduction”. 《Astronomy and Astrophysics》 474 (2): 653–664. arXiv:0708.1752. Bibcode:2007A&A...474..653V. doi:10.1051/0004-6361:20078357.
3. 1 2  Samus, N. N.; Durlevich, O. V.;  외. (2009). “VizieR online data catalog: General catalogue of variable stars (Samus+ 2007–2013)”. 《VizieR On-line Data Catalog: B/GCVS. Originally Published in: 2009yCat....102025S》 1. Bibcode:2009yCat....102025S.
4. 1 2 3 4 5  Jao, Wei-Chun; Henry, Todd J.; Subasavage, John P.; Winters, Jennifer G.; Gies, Douglas R.; Riedel, Adric R.; Ianna, Philip A. (2014). “The Solar neighborhood. XXXI. Discovery of an unusual red+white dwarf binary at ~25 pc via astrometry and UV imaging”. 《The Astronomical Journal》 147 (1): 21. arXiv:1310.4746. Bibcode:2014AJ....147...21J. doi:10.1088/0004-6256/147/1/21. ISSN 0004-6256.
5. 1 2 3  Cutri, R. M.; Skrutskie, M. F.; Van Dyk, S.; Beichman, C. A.; Carpenter, J. M.; Chester, T.; Cambresy, L.; Evans, T.; Fowler, J.; Gizis, J.; Howard, E.; Huchra, J.; Jarrett, T.; Kopan, E. L.; Kirkpatrick, J. D.; Light, R. M.; Marsh, K. A.; McCallon, H.; Schneider, S.; Stiening, R.; Sykes, M.; Weinberg, M.; Wheaton, W. A.; Wheelock, S.; Zacarias, N. (2003). “VizieR online data catalog: 2MASS all-sky catalog of point sources (Cutri+ 2003)”. 《VizieR On-line Data Catalog: II/246. Originally Published in: 2003yCat.2246....0C》 2246: 0. Bibcode:2003yCat.2246....0C.
6. 1 2 3  Benedict, G. Fritz, Chappell DW, Nelan E, Jefferys WH, Van Altena W, Lee J, Cornell D, Shelus PJ (1999). “Interferometric astrometry of Proxima Centauri and Barnard's Star using Hubble Space Telescope fine guidance sensor 3: detection limits for substellar companions”. 《The Astronomical Journal》 118 (2): 1086–1100. arXiv:astro-ph/9905318. Bibcode:1999AJ....118.1086B. doi:10.1086/300975.
7. 1 2 3 4 5 6 7 8  Kervella, P.; Thévenin, F.; Lovis, C. (2017). “Proxima's orbit around α Centauri”. 《Astronomy & Astrophysics》 598: L7. arXiv:1611.03495. Bibcode:2017A&A...598L...7K. doi:10.1051/0004-6361/201629930. ISSN 0004-6361. Separation: 3.1, left column of page 3; Orbital period and epoch of periastron: Table 3, right column of page 3.
8. 1 2 3 4  Brown, A. G. A. 외 (2018년 8월). “Gaia Data Release 2. Summary of the contents and survey properties”. 《Astronomy & Astrophysics》 616 (A1): 22. 2020년 2월 11일에 확인함.
9. 1 2  See Table 1, Doyle, J. G.; Butler, C. J. (1990). “Optical and infrared photometry of dwarf M and K stars”. 《Astronomy and Astrophysics》 235: 335–339. Bibcode:1990A&A...235..335D. and p. 57, Peebles, P. J. E. (1993). 《Principles of physical cosmology》. Princeton, New Jersey: Princeton University Press. ISBN 978-0-691-01933-8.
10. 1 2 3  Kervella, Pierre; Thevenin, Frederic (2003년 3월 15일). “A family portrait of the Alpha Centauri system: VLT interferometer studies the nearest stars”. European Southern Observatory. 2016년 5월 10일에 확인함.
11. ↑  Bessell, M. S. (1991). “The late-M dwarfs”. 《The Astronomical Journal》 101: 662. Bibcode:1991AJ....101..662B. doi:10.1086/115714.
12. 1 2  Ségransan, D.; Kervella, P.; Forveille, T.; Queloz, D. (2003). “First radius measurements of very low mass stars with the VLTI”. 《Astronomy and Astrophysics》 397 (3): L5–L8. arXiv:astro-ph/0211647. Bibcode:2003A&A...397L...5S. doi:10.1051/0004-6361:20021714.
13. ↑  Schlaufman, K. C.; Laughlin, G. (September 2010). “A physically-motivated photometric calibration of M dwarf metallicity”. 《Astronomy and Astrophysics》 519: A105. arXiv:1006.2850. Bibcode:2010A&A...519A.105S. doi:10.1051/0004-6361/201015016.
14. ↑  Passegger, V. M.; Wende-von Berg, S.; Reiners, A. (March 2016). “Fundamental M-dwarf parameters from high-resolution spectra using PHOENIX ACES models. I. Parameter accuracy and benchmark stars”. 《Astronomy & Astrophysics》 587. A19. arXiv:1709.03560. Bibcode:2016A&A...587A..19P. doi:10.1051/0004-6361/201322261. ISSN 0004-6361.
15. 1 2  Feng, F.; Jones, H. R. A. (January 2018). “Was Proxima captured by Alpha Centauri A and B?”. 《Monthly Notices of the Royal Astronomical Society》 473 (3): 3185−3189. arXiv:1709.03560. Bibcode:2018MNRAS.473.3185F. doi:10.1093/mnras/stx2576.
16. 1 2 3  Collins, John M.; Jones, Hugh R. A.; Barnes, John R. (June 2017). “Calculations of periodicity from Hα profiles of Proxima Centauri”. 《Astronomy & Astrophysics》 602. A48. arXiv:1608.07834. Bibcode:2017A&A...602A..48C. doi:10.1051/0004-6361/201628827. See section 4: "the vsini is probably less than 0.1 km/s for Proxima Centauri".
17. ↑  Innes, R. T. A. (October 1915). “A Faint Star of Large Proper Motion”. 《Circular of the Union Observatory Johannesburg》 30: 235–236. Bibcode:1915CiUO...30..235I. This is the original Proxima Centauri discovery paper.
18. 1 2  Glass, I. S. (July 2007). “The discovery of the nearest star”. 《African Skies》 11: 39. Bibcode:2007AfrSk..11...39G.
19. ↑  Glass, I.S. (2008). 《Proxima, the nearest star (other than the Sun)》. Cape Town: Mons Mensa. 2017년 9월 12일에 원본 문서에서 보존된 문서. 2016년 9월 6일에 확인함.
20. ↑  Queloz, Didier (2002년 11월 29일). “How Small are Small Stars Really?”. European Southern Observatory. eso0232; PR 22/02. 2018년 1월 29일에 확인함.
21. 1 2  Alden, Harold L. (1928). “Alpha and Proxima Centauri”. 《Astronomical Journal》 39 (913): 20–23. Bibcode:1928AJ.....39...20A. doi:10.1086/104871.
22. ↑  Innes, R. T. A. (September 1917). “Parallax of the Faint Proper Motion Star Near Alpha of Centaurus. 1900. R.A. 14 h 22m 55s.-0s 6t. Dec-62° 15'2 0'8 t”. 《Circular of the Union Observatory Johannesburg》 40: 331–336. Bibcode:1917CiUO...40..331I.
23. ↑  Voûte, J. (1917). “A 13th magnitude star in Centaurus with the same parallax as α Centauri”. 《Monthly Notices of the Royal Astronomical Society》 77 (9): 650–651. Bibcode:1917MNRAS..77..650V. doi:10.1093/mnras/77.9.650.
24. ↑  Shapley, Harlow (1951). “Proxima Centauri as a flare star”. 《Proceedings of the National Academy of Sciences of the United States of America》 37 (1): 15–18. Bibcode:1951PNAS...37...15S. doi:10.1073/pnas.37.1.15. PMC 1063292. PMID 16588985.
25. ↑  Kroupa, Pavel; Burman, R. R.; Blair, D. G. (1989). “Photometric observations of flares on Proxima Centauri”. 《PASA》 8 (2): 119–122. Bibcode:1989PASAu...8..119K. doi:10.1017/S1323358000023122.
26. ↑  Haisch, Bernhard; Antunes, A.; Schmitt, J. H. M. M. (1995). “Solar-like M-class X-ray flares on Proxima Centauri observed by the ASCA satellite”. 《Science》 268 (5215): 1327–1329. Bibcode:1995Sci...268.1327H. doi:10.1126/science.268.5215.1327. PMID 17778978.
27. 1 2 3  Guedel, M.; Audard, M.; Reale, F.; Skinner, S. L.; Linsky, J. L. (2004). “Flares from small to large: X-ray spectroscopy of Proxima Centauri with XMM-Newton”. 《Astronomy and Astrophysics》 416 (2): 713–732. arXiv:astro-ph/0312297. Bibcode:2004A&A...416..713G. doi:10.1051/0004-6361:20031471.
28. ↑  “IAU Working Group on Star Names (WGSN)”. International Astronomical Union. 2020년 5월 13일에 원본 문서에서 보존된 문서. 2016년 5월 22일에 확인함.
29. ↑  “Naming Stars”. International Astronomical Union. 2020년 4월 11일에 원본 문서에서 보존된 문서. 2018년 3월 3일에 확인함.
30. ↑  “Proxima Centauri UV flux distribution”. ESA & The Astronomical Data Centre at CAB. 2007년 7월 11일에 확인함.
31. ↑  Kaler, Jim. “Rigil Kentaurus”. University of Illinois. 2008년 8월 3일에 확인함.
32. ↑  Sherrod, P. Clay; Koed, Thomas L. (2003). 《A complete manual of amateur astronomy: tools and techniques for astronomical observations》. Courier Dover Publications. ISBN 978-0-486-42820-8.
33. ↑  Howard, Ward S.; Tilley, Matt A.; Corbett, Hank; Youngblood, Allison; Loyd, R. O. Parke; Ratzloff, Jeffrey K.; Law, Nicholas M.; Fors, Octavi; Del Ser, Daniel; Shkolnik, Evgenya L.; Ziegler, Carl; Goeke, Erin E.; Pietraallo, Aaron D.; Haislip, Joshua (2018). “The First Naked-eye Superflare Detected from Proxima Centauri”. 《The Astrophysical Journal》 860 (2): L30. arXiv:1804.02001. Bibcode:2018ApJ...860L..30H. doi:10.3847/2041-8213/aacaf3.
34. ↑  Kamper, K. W.; Wesselink, A. J. (1978). “Alpha and Proxima Centauri”. 《Astronomical Journal》 83: 1653–1659. Bibcode:1978AJ.....83.1653K. doi:10.1086/112378.
35. ↑  Binney, James; Scott Tremaine (1987). 《Galactic dynamics》. Princeton, New Jersey: Princeton University Press. 8쪽. ISBN 978-0-691-08445-9.
36. ↑  Leggett, S. K. (1992). “Infrared colors of low-mass stars”. 《Astrophysical Journal Supplement Series》 82 (1): 351–394, 357. Bibcode:1992ApJS...82..351L. doi:10.1086/191720.
37. ↑  “Proxima Centauri Might Be More Sunlike Than We Thought”. 《Smithsonian Insider》. 2016년 10월 12일. 2016년 11월 2일에 확인함.
38. ↑  Queloz, Didier (2002년 11월 29일). “How Small are Small Stars Really?”. European Southern Observatory. 2016년 9월 5일에 확인함.
39. ↑  Zurlo, A.; Gratton, R.; Mesa, D.; Desidera, S.; Enia, A.; Sahu, K.; Almenara, J. -M.; Kervella, P.; Avenhaus, H.; Girard, J.; Janson, M.; Lagadec, E.; Langlois, M.; Milli, J.; Perrot, C.; Schlieder, J. -E.; Thalmann, C.; Vigan, A.; Giro, E.; Gluck, L.; Ramos, J.; Roux, A. (2018). “The gravitational mass of Proxima Centauri measured with SPHERE from a microlensing event”. 《Monthly Notices of the Royal Astronomical Society》 480 (1): 236. arXiv:1807.01318. Bibcode:2018MNRAS.480..236Z. doi:10.1093/mnras/sty1805.
40. ↑  Zombeck, Martin V. (2007). 《Handbook of space astronomy and astrophysics》 Thi판. Cambridge, UK: Cambridge University Press. 109쪽. ISBN 978-0-521-78242-5.
41. ↑  Benedict, G. F., McArthur, B., Nelan E, Story D, Whipple AL, Shelus PJ, Jefferys WH, Hemenway PD, Franz OG (1998). “Photometry of Proxima Centauri and Barnard's Star using Hubble Space Telescope fine guidance sensor 3: a search for periodic variations”. 《The Astronomical Journal》 116 (1): 429–439. arXiv:astro-ph/9806276. Bibcode:1998AJ....116..429B. doi:10.1086/300420.
42. ↑  Suárez Mascareño, A.; Rebolo, R.; González Hernández, J. I.; Esposito, M. (September 2015). “Rotation periods of late-type dwarf stars from time series high-resolution spectroscopy of chromospheric indicators”. 《Monthly Notices of the Royal Astronomical Society》 452 (3): 2745–2756. arXiv:1506.08039. Bibcode:2015MNRAS.452.2745S. doi:10.1093/mnras/stv1441.
43. ↑  Yadav, Rakesh K.;  외. (December 2016). “Magnetic Cycles in a Dynamo Simulation of Fully Convective M-star Proxima Centauri”. 《The Astrophysical Journal Letters》 833 (2): 6. arXiv:1610.02721. Bibcode:2016ApJ...833L..28Y. doi:10.3847/2041-8213/833/2/L28. L28.
44. 1 2  Adams, Fred C.; Laughlin, Gregory; Graves, Genevieve J. M. 《Red dwarfs and the end of the main sequence》 (PDF). 《Gravitational collapse: from massive stars to planets》 (Revista Mexicana de Astronomía y Astrofísica). 46–49쪽. 2019년 7월 11일에 원본 문서 (PDF)에서 보존된 문서. 2008년 6월 24일에 확인함.
45. ↑  “Proxima Centauri: the nearest star to the Sun”. Harvard-Smithsonian Center for Astrophysics. 2006년 8월 30일. 2007년 7월 9일에 확인함.
46. ↑  E. F., Guinan; Morgan, N. D. (1996). “Proxima Centauri: rotation, chromospheric activity, and flares”. 《Bulletin of the American Astronomical Society》 28: 942. Bibcode:1996AAS...188.7105G.
47. ↑  Wargelin, Bradford J.; Drake, Jeremy J. (2002). “Stringent X-ray constraints on mass loss from Proxima Centauri”. 《The Astrophysical Journal》 578 (1): 503–514. Bibcode:2002ApJ...578..503W. doi:10.1086/342270.
48. 1 2  Wood, B. E.; Linsky, J. L.; Müller, H.-R.; Zank, G. P. (2001). “Observational estimates for the mass-loss rates of α Centauri and Proxima Centauri using Hubble Space Telescope Lyα spectra”. 《The Astrophysical Journal》 547 (1): L49–L52. arXiv:astro-ph/0011153. Bibcode:2001ApJ...547L..49W. doi:10.1086/318888.
49. ↑  Stauffer, J. R.; Hartmann, L. W. (1986). “Chromospheric activity, kinematics, and metallicities of nearby M dwarfs”. 《Astrophysical Journal Supplement Series》 61 (2): 531–568. Bibcode:1986ApJS...61..531S. doi:10.1086/191123.
50. ↑  Cincunegui, C.; Díaz, R. F.; Mauas, P. J. D. (2007). “A possible activity cycle in Proxima Centauri”. 《Astronomy and Astrophysics》 461 (3): 1107–1113. arXiv:astro-ph/0703514. Bibcode:2007A&A...461.1107C. doi:10.1051/0004-6361:20066027.
51. ↑  Wood, B. E.; Linsky, J. L.; Muller, H.-R.; Zank, G. P. (2000). “Observational estimates for the mass-loss rates of Alpha Centauri and Proxima Centauri using Hubble Space Telescope Lyman-alpha spectra”. 《Astrophysical Journal》 537 (2): L49–L52. arXiv:astro-ph/0011153. Bibcode:2000ApJ...537..304W. doi:10.1086/309026.
52. ↑  Lurie, John C.; Henry, Todd J.; Jao, Wei-Chun; Quinn, Samuel N.; Winters, Jennifer G.; Ianna, Philip A.; Koerner, David W.; Riedel, Adric R.; Subasavage, John P. (2014). “The Solar neighborhood. XXXIV. A search for planets orbiting nearby M dwarfs using astrometry”. 《The Astronomical Journal》 148 (5): 91. arXiv:1407.4820. Bibcode:2014AJ....148...91L. doi:10.1088/0004-6256/148/5/91.
53. ↑  Perryman, M. A. C.; Lindegren, L.; Kovalevsky, J.; Hoeg, E.; Bastian, U.; Bernacca, P. L.; Crézé, M.; Donati, F.; Grenon, M.; Grewing, M.; van Leeuwen, F.; van der Marel, H.; Mignard, F.; Murray, C. A.; Le Poole, R. S.; Schrijver, H.; Turon, C.; Arenou, F.; Froeschlé, M.; Petersen, C. S. (July 1997). “The Hipparcos catalogue”. 《Astronomy and Astrophysics》 323: L49–L52. Bibcode:1997A&A...323L..49P.
54. ↑  Kirkpatrick JD, Davy J, Monet DG, Reid IN, Gizis JE, Liebert J, Burgasser AJ (2001). “Brown dwarf companions to G-type stars. I: Gliese 417B and Gliese 584C”. 《The Astronomical Journal》 121 (6): 3235–3253. arXiv:astro-ph/0103218. Bibcode:2001AJ....121.3235K. doi:10.1086/321085.
55. ↑  Williams, D. R. (2006년 2월 10일). “Moon Fact Sheet”. Lunar & Planetary Science. NASA. 2007년 10월 12일에 확인함.
56. ↑  Benedict, G. F.; Mcarthur, B.; Nelan, E.; Story, D.; Jefferys, W. H.; Wang, Q.; Shelus, P. J.; Hemenway, P. D.; Mccartney, J.; Van Altena, Wm. F.; Duncombe, R.; Franz, O. G.; Fredrick, L. W. 《Astrometric stability and precision of fine guidance sensor #3: the parallax and proper motion of Proxima Centauri》 (PDF). 《Proceedings of the HST calibration workshop》. 380–384쪽. 2007년 7월 11일에 확인함.
57. 1 2  García-Sánchez, J.; Weissman, P. R.; Preston, R. A.; Jones, D. L.; Lestrade, J.-F.; Latham, D. W.; Stefanik, R. P.; Paredes, J. M. (2001). “Stellar encounters with the solar system” (PDF). 《Astronomy and Astrophysics》 379 (2): 634–659. Bibcode:2001A&A...379..634G. doi:10.1051/0004-6361:20011330.
58. ↑  Bobylev, V. V. (March 2010). “Searching for stars closely encountering with the solar system”. 《Astronomy Letters》 36 (3): 220–226. arXiv:1003.2160. Bibcode:2010AstL...36..220B. doi:10.1134/S1063773710030060.
59. ↑  Bailer-Jones, C. A. L. (March 2015). “Close encounters of the stellar kind”. 《Astronomy & Astrophysics》 575: 13. arXiv:1412.3648. Bibcode:2015A&A...575A..35B. doi:10.1051/0004-6361/201425221. A35.
60. ↑  Allen, C.; Herrera, M. A. (1998). “The galactic orbits of nearby UV Ceti stars”. 《Revista Mexicana de Astronomía y Astrofísica》 34: 37–46. Bibcode:1998RMxAA..34...37A.
61. ↑  Kroupa, Pavel (1995). “The dynamical properties of stellar systems in the Galactic disc”. 《MNRAS》 277 (4): 1507–1521. arXiv:astro-ph/9508084. Bibcode:1995MNRAS.277.1507K. doi:10.1093/mnras/277.4.1507.
62. 1 2  Wertheimer, Jeremy G.; Laughlin, Gregory (2006). “Are Proxima and α Centauri gravitationally bound?”. 《The Astronomical Journal》 132 (5): 1995–1997. arXiv:astro-ph/0607401. Bibcode:2006AJ....132.1995W. doi:10.1086/507771.
63. ↑  Johnston, Kathryn V.; Hernquist, Lars; Bolte, Michael (1996). “Fossil signatures of ancient accretion events in the halo”. 《The Astrophysical Journal》 465: 278. arXiv:astro-ph/9602060. Bibcode:1996ApJ...465..278J. doi:10.1086/177418.
64. 1 2 3 4 5  Anglada-Escudé, Guillem; Amado, Pedro J.; Barnes, John; Berdiñas, Zaira M.; Butler, R. Paul; Coleman, Gavin A. L.; de la Cueva, Ignacio; Dreizler, Stefan; Endl, Michael; Giesers, Benjamin; Jeffers, Sandra V.; Jenkins, James S.; Jones, Hugh R. A.; Kiraga, Marcin; Kürster, Martin; López-González, Marίa J.; Marvin, Christopher J.; Morales, Nicolás; Morin, Julien; Nelson, Richard P.; Ortiz, José L.; Ofir, Aviv; Paardekooper, Sijme-Jan; Reiners, Ansgar; Rodríguez, Eloy; Rodrίguez-López, Cristina; Sarmiento, Luis F.; Strachan, John P.; Tsapras, Yiannis; Tuomi, Mikko; Zechmeister, Mathias (2016년 8월 25일). “A terrestrial planet candidate in a temperate orbit around Proxima Centauri” (PDF). 《Nature》 536 (7617): 437–440. arXiv:1609.03449. Bibcode:2016Natur.536..437A. doi:10.1038/nature19106. PMID 27558064.
65. ↑  Li, Yiting;  외. (2017년 12월 14일). “A Candidate Transit Event around Proxima Centauri”. 《Research Notes of the AAS》 1 (1). 49. arXiv:1712.04483. Bibcode:2017RNAAS...1...49L. doi:10.3847/2515-5172/aaa0d5.
66. ↑  Drake, Nadia (2019년 4월 12일). “A new super-Earth may orbit the star next door”. 《National Geographic》. 2019년 9월 20일에 확인함. Official video of announcement at the 2019 Breakthrough Discuss conference.
67. 1 2  Damasso, Mario; Del Sordo, Fabio; Anglada-Escudé, Guillem;  외. (2020년 1월 15일). “A low-mass planet candidate orbiting Proxima Centauri at a distance of 1.5 AU”. 《Science Advances》 6 (3). eaax7467. doi:10.1126/sciadv.aax7467.
68. ↑  Bixel, A.; Apai, D. (2017년 2월 21일). “Probabilistic Constraints on the Mass and Composition of Proxima b”. 《The Astrophysical Journal Letters》 836 (2): L31. arXiv:1702.02542. Bibcode:2017ApJ...836L..31W. doi:10.3847/2041-8213/aa5f51. hdl:10150/623234. ISSN 2041-8205.
69. ↑  Endl, M. & Kürster, M. (2008). “Toward detection of terrestrial planets in the habitable zone of our closest neighbor: Proxima Centauri”. 《Astronomy and Astrophysics》 488 (3): 1149–1153. arXiv:0807.1452. Bibcode:2008A&A...488.1149E. doi:10.1051/0004-6361:200810058.
70. ↑  Chang, Kenneth (2016년 8월 24일). “One star over, a planet that might be another Earth”. 《New York Times》. 2016년 8월 24일에 확인함.
71. ↑  Knapton, Sarah (2016년 8월 24일). “Proxima b: Alien life could exist on 'second Earth' found orbiting our nearest star in Alpha Centauri system”. 《The Telegraph》 (Telegraph Media Group). 2016년 8월 24일에 확인함.
72. ↑  “Proxima b is our neighbor ... better get used to it!”. 《Pale Red Dot》. 2016년 8월 24일. 2020년 5월 13일에 원본 문서에서 보존된 문서. 2016년 8월 24일에 확인함.
73. ↑  Aron, Jacob. August 24, 2016. Proxima b: Closest Earth-like planet discovered right next door. New Scientist. Retrieved August 24, 2016.
74. ↑  “Follow a Live Planet Hunt!”. European Southern Observatory. 2016년 1월 15일. 2016년 8월 24일에 확인함.
75. ↑  Feltman, Rachel (2016년 8월 24일). “Scientists say they've found a planet orbiting Proxima Centauri, our closest neighbor”. 《The Washington Post》.
76. ↑  Mathewson, Samantha (2016년 8월 24일). “Proxima b By the Numbers: Possibly Earth-Like World at the Next Star Over”. 《Space.com》. 2016년 8월 25일에 확인함.
77. ↑  Witze, Alexandra (2016년 8월 24일). “Earth-sized planet around nearby star is astronomy dream come true”. 《Nature》. 381–382면. Bibcode:2016Natur.536..381W. doi:10.1038/nature.2016.20445. 2016년 8월 24일에 확인함.
78. ↑  Liu, Hui-Gen;  외. (January 2018). “Searching for the Transit of the Earth-mass Exoplanet Proxima Centauri b in Antarctica: Preliminary Result”. 《The Astronomical Journal》 155 (1): 10. arXiv:1711.07018. Bibcode:2018AJ....155...12L. doi:10.3847/1538-3881/aa9b86. 12.
79. ↑  Kürster, M.; Hatzes, A. P.; Cochran, W. D.; Döbereiner, S.; Dennerl, K.; Endl, M. (1999). “Precise radial velocities of Proxima Centauri. Strong constraints on a substellar companion”. 《Astronomy & Astrophysics Letters》 344: L5–L8. arXiv:astro-ph/9903010. Bibcode:1999A&A...344L...5K.
80. ↑  Saar, Steven H.; Donahue, Robert A. (1997). “Activity-related Radial Velocity Variation in Cool Stars”. 《Astrophysical Journal》 485 (1): 319–326. Bibcode:1997ApJ...485..319S. doi:10.1086/304392.
81. ↑  Schultz, A. B.; Hart, H. M.; Hershey, J. L.; Hamilton, F. C.; Kochte, M.; Bruhweiler, F. C.; Benedict, G. F.; Caldwell, John; Cunningham, C.; Wu, Nailong; Franz, O. G.; Keyes, C. D.; Brandt, J. C. (1998). “A possible companion to Proxima Centauri”. 《Astronomical Journal》 115 (1): 345–350. Bibcode:1998AJ....115..345S. doi:10.1086/300176.
82. ↑  Schroeder, Daniel J.; Golimowski, David A.; Brukardt, Ryan A.; Burrows, Christopher J.; Caldwell, John J.; Fastie, William G.; Ford, Holland C.; Hesman, Brigette; Kletskin, Ilona; Krist, John E.; Royle, Patricia; Zubrowski, Richard. A. (2000). “A Search for Faint Companions to Nearby Stars Using the Wide Field Planetary Camera 2”. 《The Astronomical Journal》 119 (2): 906–922. Bibcode:2000AJ....119..906S. doi:10.1086/301227.
83. ↑  Lurie, John C.; Henry, Todd J.; Jao, Wei-Chun; Quinn, Samuel N.; Winters, Jennifer G.; Ianna, Philip A.; Koerner, David W.; Riedel, Adric R.; Subasavage, John P. (November 2014). “The Solar Neighborhood. XXXIV. a Search for Planets Orbiting Nearby M Dwarfs Using Astrometry”. 《The Astronomical Journal》 148 (5): 12. arXiv:1407.4820. Bibcode:2014AJ....148...91L. doi:10.1088/0004-6256/148/5/91. 91.
84. 1 2 3 4 5 6  Wall, Mike (2019년 4월 12일). “Possible 2nd Planet Spotted Around Proxima Centauri”. 《Space.com》. 2019년 4월 12일에 확인함.
85. 1 2 3  Billings, Lee (2019년 4월 12일). “A Second Planet May Orbit Earth's Nearest Neighboring Star”. 《Scientific American》. 2019년 4월 12일에 확인함.
86. ↑  Anglada, Guillem; Amado, Pedro J; Ortiz, Jose L; Gómez, José F; Macías, Enrique; Alberdi, Antxon; Osorio, Mayra; Gómez, José L; Itziar de Gregorio-Monsalvo; Pérez-Torres, Miguel A; Anglada-Escudé, Guillem; Berdiñas, Zaira M; Jenkins, James S; Jimenez-Serra, Izaskun; Lara, Luisa M; López-González, Maria J; López-Puertas, Manuel; Morales, Nicolas; Ribas, Ignasi; Richards, Anita M. S; Rodríguez-López, Cristina; Rodriguez, Eloy (2017). “ALMA Discovery of Dust Belts Around Proxima Centauri”. 《The Astrophysical Journal》 850 (1): L6. arXiv:1711.00578. Bibcode:2017ApJ...850L...6A. doi:10.3847/2041-8213/aa978b.
87. ↑  “Proxima Centauri's no good, very bad day”. 《Science Daily》. 2018년 2월 26일. 2018년 3월 1일에 확인함.
88. ↑  MacGregor, Meredith A.;  외. (2018). “Detection of a Millimeter Flare From Proxima Centauri”. 《Astrophysical Journal Letters》 855 (1): L2. arXiv:1802.08257. Bibcode:2018ApJ...855L...2M. doi:10.3847/2041-8213/aaad6b.
89. ↑  Endl, M.; Kuerster, M.; Rouesnel, F.; Els, S.; Hatzes, A. P.; Cochran, W. D. (June 18–21, 2002).  Deming, Drake, 편집. 《Extrasolar terrestrial planets: can we detect them already?》. 《Conference Proceedings, Scientific Frontiers in Research on Extrasolar Planets》 (Washington, DC). 75–79쪽. arXiv:astro-ph/0208462. Bibcode:2003ASPC..294...75E.
90. ↑  Tarter, Jill C., Mancinelli RL, Aurnou JM, Backman DE, Basri GS, Boss AP, Clarke A, Deming D (2007). “A reappraisal of the habitability of planets around M dwarf stars”. 《Astrobiology》 7 (1): 30–65. arXiv:astro-ph/0609799. Bibcode:2007AsBio...7...30T. doi:10.1089/ast.2006.0124. PMID 17407403.
91. ↑  Alpert, Mark (November 2005). “Red star rising”. 《Scientific American》 293 (5): 28. Bibcode:2005SciAm.293e..28A. doi:10.1038/scientificamerican1105-28. PMID 16318021.
92. ↑  Ward, Peter D.; Brownlee, Donald (2000). 《Rare Earth: why complex life is uncommon in the universe》. Springer Publishing. ISBN 978-0-387-98701-9.
93. ↑  Khodachenko, Maxim L., Lammer H, Grießmeier JM, Leitner M, Selsis F, Eiroa C, Hanslmeier A, Biernat HK (2007). “Coronal Mass Ejection (CME) activity of low mass M stars as an important factor for the habitability of terrestrial exoplanets. I. CME impact on expected magnetospheres of earth-like exoplanets in close-in habitable zones”. 《Astrobiology》 7 (1): 167–184. Bibcode:2007AsBio...7..167K. doi:10.1089/ast.2006.0127. PMID 17407406.
94. ↑  Gilster, Paul (2004). 《Centauri dreams: imagining and planning》. Springer. ISBN 978-0-387-00436-5.
95. ↑  Crawford, I. A. (September 1990). “Interstellar Travel: A Review for Astronomers”. 《Quarterly Journal of the Royal Astronomical Society》 31: 377–400. Bibcode:1990QJRAS..31..377C.
96. ↑  “Spacecraft escaping the Solar System”. 《Heavens Above》. 2016년 12월 25일에 확인함.
97. 1 2  Beals, K. A.; Beaulieu, M.; Dembia, F. J.; Kerstiens, J.; Kramer, D. L.; West, J. R.; Zito, J. A. (1988). “Project Longshot, an Unmanned Probe to Alpha Centauri” (PDF). 《NASA-CR-184718》. U. S. Naval Academy. 2008년 6월 13일에 확인함.
98. ↑  Merali, Zeeya (2016년 5월 27일). “Shooting for a star”. 《Science》 352 (6289): 1040–1041. doi:10.1126/science.352.6289.1040. PMID 27230357.
99. ↑  Popkin, Gabriel (2017년 2월 2일). “What it would take to reach the stars”. 《Nature》 542 (7639): 20–22. Bibcode:2017Natur.542...20P. doi:10.1038/542020a. PMID 28150784.